# 7512 Monicalazzarin
7512 Monicalazzarin eller 1983 CA1 är en asteroid i huvudbältet som upptäcktes den 15 februari 1983 av den amerikanske astronomen Edward L.G. Bowell vid Anderson Mesa Station. Den är uppkallad efter den italienska astronomen Monica Lazzarin.
Asteroiden har en diameter på ungefär 14 kilometer och den tillhör asteroidgruppen Dora.